# Youtubers Life
Youtubers Life – komputerowa gra symulacyjna opracowana i wydana przez U-Play. Gra ukazała się 22 września 2016 roku na platformę iOS. 2 lutego 2017 wydano wersję na PC, a 18 maja tego samego roku na Android. W listopadzie 2018 zadebiutowały wersje na konsole – PS4, Xbox One i Nintendo Switch. Gra jest inspirowana Game  Dev Tyccon i The Sims. W 2019 roku tytuł osiągnął milion pobrań.

## Rozgrywka
Rozgrywka skupia się głównie na tworzenie i montowaniu filmików. Gracz musi też dbać o potrzeby swojej postaci, może też zaprzyjaźniać się lub romansować z innymi. Na początku tworzymy jedynie proste filmiki, z czasem jednak można je urozmaicać, ulepszać swój sprzęt, zatrudnić współpracowników czy dołączyć do programu partnerskiego. Za pomocą drzewka umiejętności odblokowuje się nowe rodzaje nagrywanych materiałów.

## Odbiór
Gra otrzymała pozytywne recenzje na Steam. Na agregatorze Metacritic uzyskała średnią ocen 63/100.

### Nagrody
- Najlepiej sprzedająca się gra na wczesnym dostępie – Steam
- Najlepiej sprzedająca się nowo wydana gra – Steam
- Top 100 najlepiej sprzedających się gier – Steam
- Indie Developer Burger Awards 2016 (nominacja)[7]
- Spanish National Videogames Awards 2016 (finalista) – Gamelab
- Najlepsza gra (zwycięzca) – Devuego
- Najlepszy pomysł (zwycięzca) – Devuego
- Najlepsze studio (zwycięzca) – Devuego[5]